# Ziela biplaga
Ziela biplaga là một loài bướm đêm trong họ Noctuidae.